# Тахірпур (упазіла)
Тахірпу́р (бенг. তাহিরপুর, англ. Tahirpur) — одна з 10 упазіл зіли Сунамгандж регіону Сілхет Бангладеш, розташована на північному заході зіли.
Населення — 154 988 осіб (2008; 133 569 в 1991).

## Адміністративний поділ
До складу упазіли входять 7 вардів:
| Зіла           | Площа, км² | Населення, осіб (2008) |
| -------------- | ---------- | ---------------------- |
| Баліджурі      | -          | 14031                  |
| Дакшін-Бадал   | -          | 16627                  |
| Дакшін-Сріпур  | -          | 16605                  |
| Тахірпур       | -          | 15300                  |
| Уттар-Бадагхат | -          | 33454                  |
| Уттар-Бадал    | -          | 25514                  |
| Уттар-Сріпур   | -          | 33457                  |